# Ormosia nodulosa
Ormosia nodulosa är en tvåvingeart som först beskrevs av Pierre Justin Marie Macquart 1826.
Ormosia nodulosa ingår i släktet Ormosia och familjen småharkrankar. Arten är reproducerande i Sverige. Inga underarter finns listade i Catalogue of Life.